# Sigehere
Sigehere est  roi d'Essex dans la deuxième moitié du VIIe siècle.

## Biographie
Sigehere est le fils d'un des deux Sigeberht ayant régné sur les Saxons de l'Ouest, vraisemblablement Sigeberht II le Bon. Il devient roi des Saxons de l'Ouest à la mort de Swithhelm, vers 664, partageant le royaume avec son cousin Sæbbi. Peu après leur arrivée au pouvoir, Sigehere et ses sujets embrassent à nouveau le paganisme, en réaction à l'épidémie de peste qui frappe alors la Grande-Bretagne, tandis que Sæbbi reste chrétien. Chacun d'eux semble s'être tourné vers un de leurs voisins plus puissants : Sigehere s'allie avec Cædwalla de Wessex pour envahir le royaume de Kent, tandis que Sæbbi se rapproche de Wulfhere de Mercie, qui envoie l'évêque Jaruman pour rechristianiser les apostats d'Essex.
Sigehere disparaît à une date incertaine, peut-être vers 690, laissant Sæbbi seul roi des Saxons de l'Est. On lui connaît un fils, Offa, qui monte sur le trône avec les fils de Sæbbi après la mort de ce dernier. Des hagiographies ultérieures font de Sigehere le mari d'Osgyth, une sainte considérée comme la fondatrice d'un monastère à Chich.